# Kunstsammlung Nordrhein-Westfalen
La Kunstsammlung Nordrhein-Westfalen est la collection d'œuvres d'art de l'État de Rhénanie-du-Nord-Westphalie et conservée à Düsseldorf, la capitale du Land. 
Le musée a été fondé en 1961 par le gouvernement provincial en tant que fondation privée.

## La collection
Les œuvres sont exposées dans trois bâtiments, le K20 (Grabbeplatz 5), le K21 (Maison des États, Ständehausstraße 1) et la Schmela-Haus (Mutter-Ey-Straße 3).
Le musée présente des œuvres significatives de la période contemporaine, entre autres de Pablo Picasso, Henri Matisse, Piet Mondrian et Paul Klee (une centaine de dessins et peintures). Les œuvres de Jackson Pollock, Frank Stella, Robert Rauschenberg, Jasper Johns ou Andy Warhol font partie de la collection d'art américain d'après-guerre. Les œuvres de Joseph Beuys, Gerhard Richter, Tony Cragg, Sarah Morris, Katharina Fritsch ou Imi Knoebel caractérisent également la collection.

### Liste d'œuvres notables
- Max Beckmann : La Nuit, 1918-1919.
- Salvador Dalí : Le Cabinet anthropomorphique, 1936.
- George Grosz : Le Malade d'amour, 1916.
- Vassily Kandinsky :
  - Composition IV, 1911.
  - Composition X, 1939.
- René Magritte : Les Jours gigantesques, 1928.
- Henri Matisse :
  - Le Goûter, 1904.
  - Intérieur rouge, nature morte sur table bleue, 1947.
- Joan Miró : Nu au miroir, 1919.
- Amedeo Modigliani :
  - Portrait de Diego Rivera, 1914.
  - Portrait de Max Jacob, 1916.
- Piet Mondrian : New York City I, 1941.
- Pierre Soulages : Peinture 201,5 x 162 cm, 8 décembre 1959, 1959.

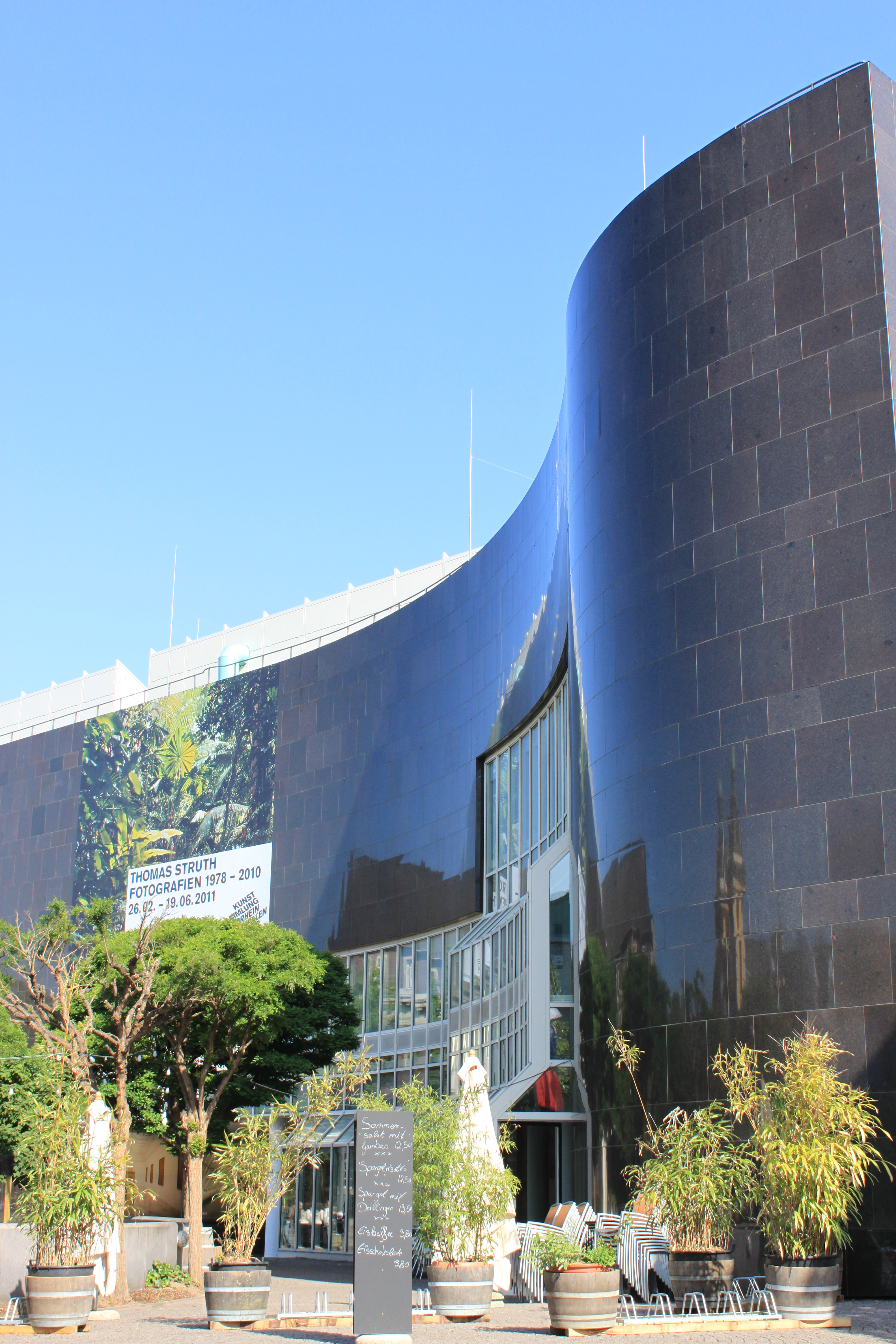
Le « K20 ».

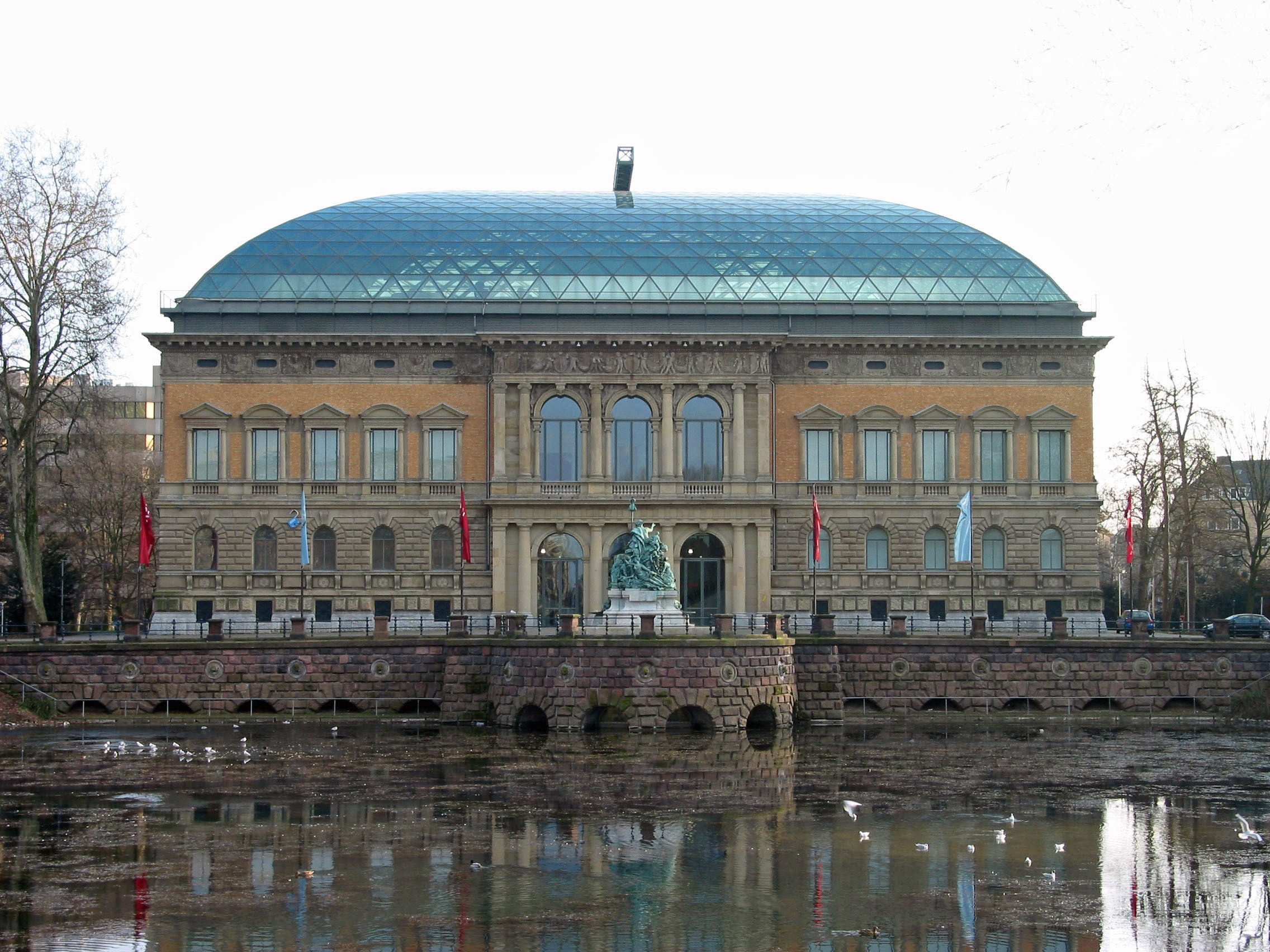
Le « K21 ».

## Galerie de peintures

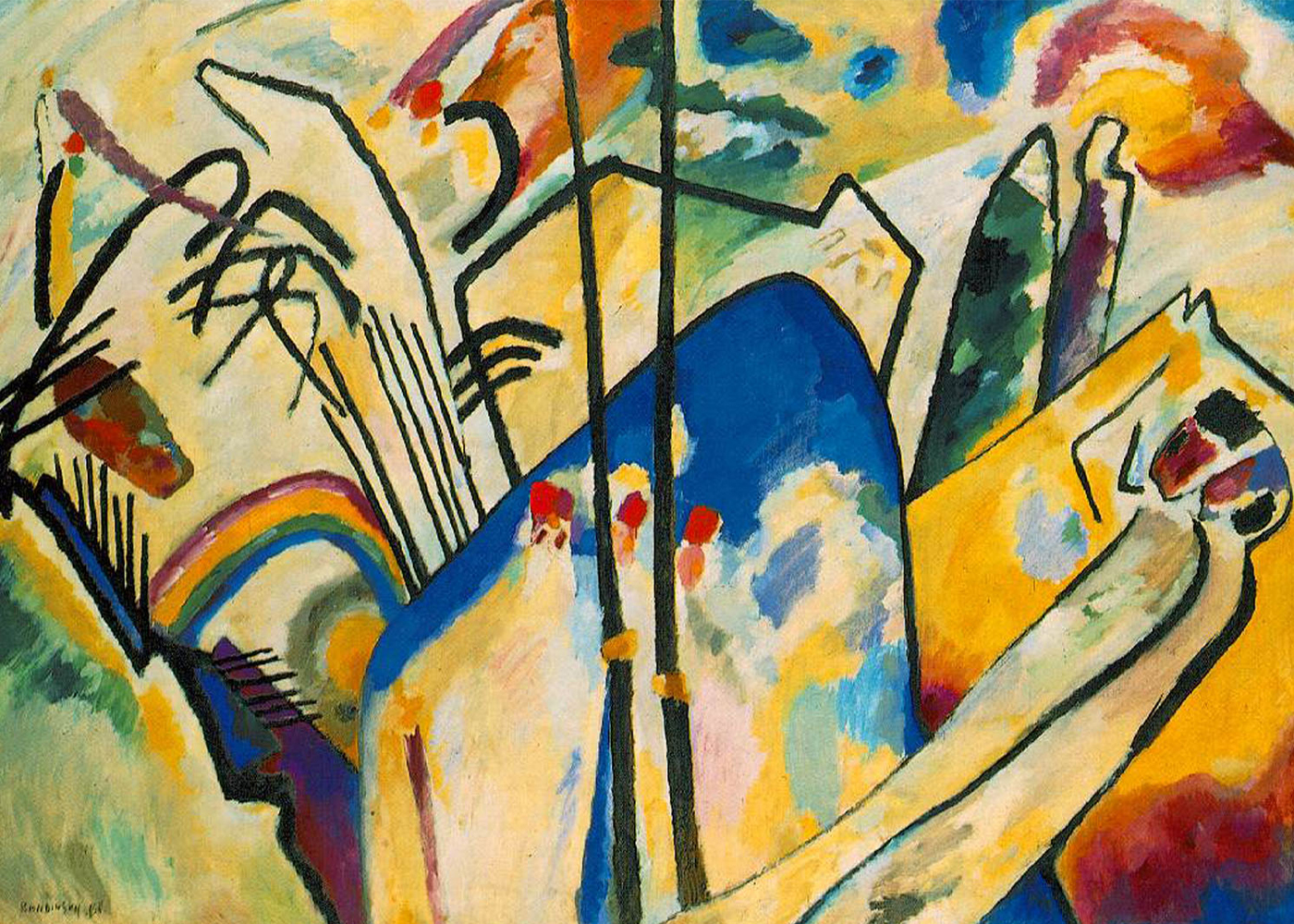
Vassily Kandinsky, Composition IV, 1911
Paul Klee, Composition cosmique, 1919
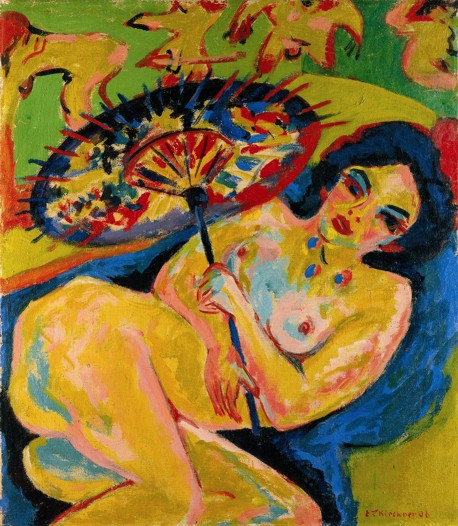
Ernst Ludwig Kirchner, Mädchen unter Japanschirm
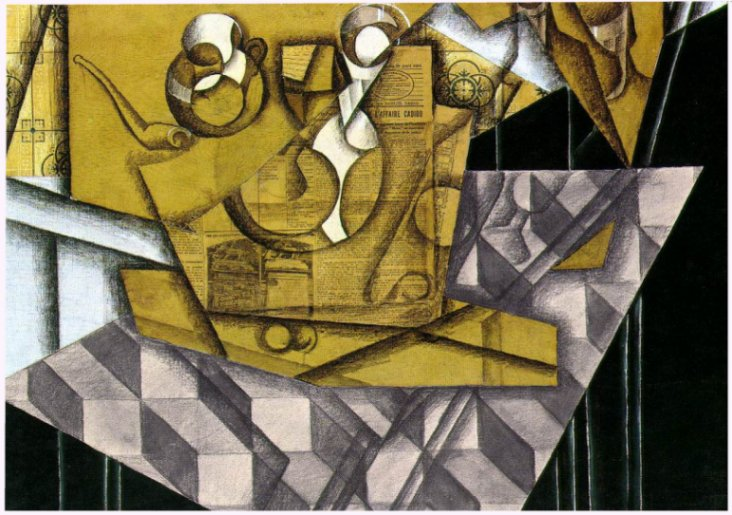
Juan Gris, Tasses de thé, 1914
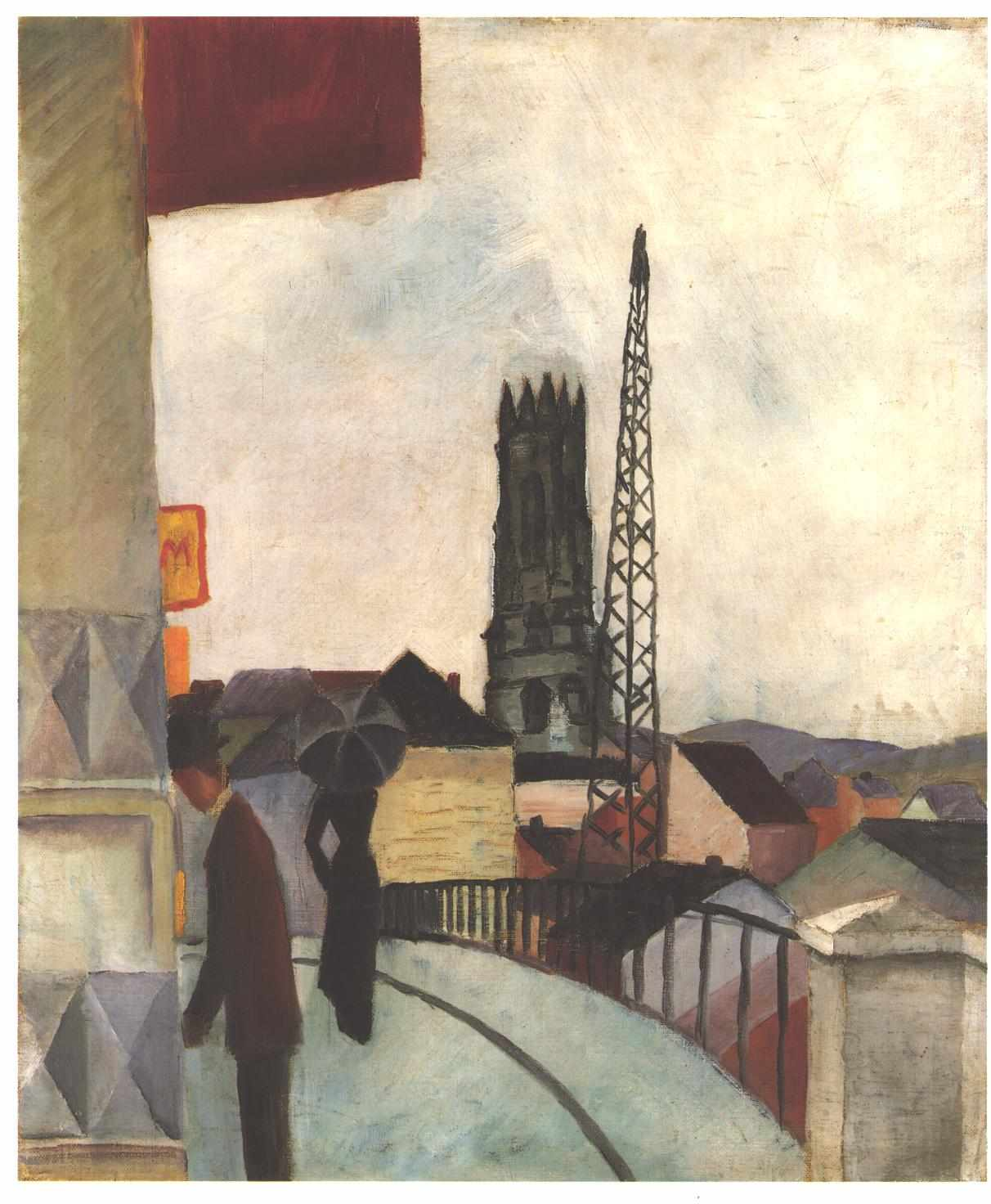
August Macke, La Cathédrale de Fribourg, 1914
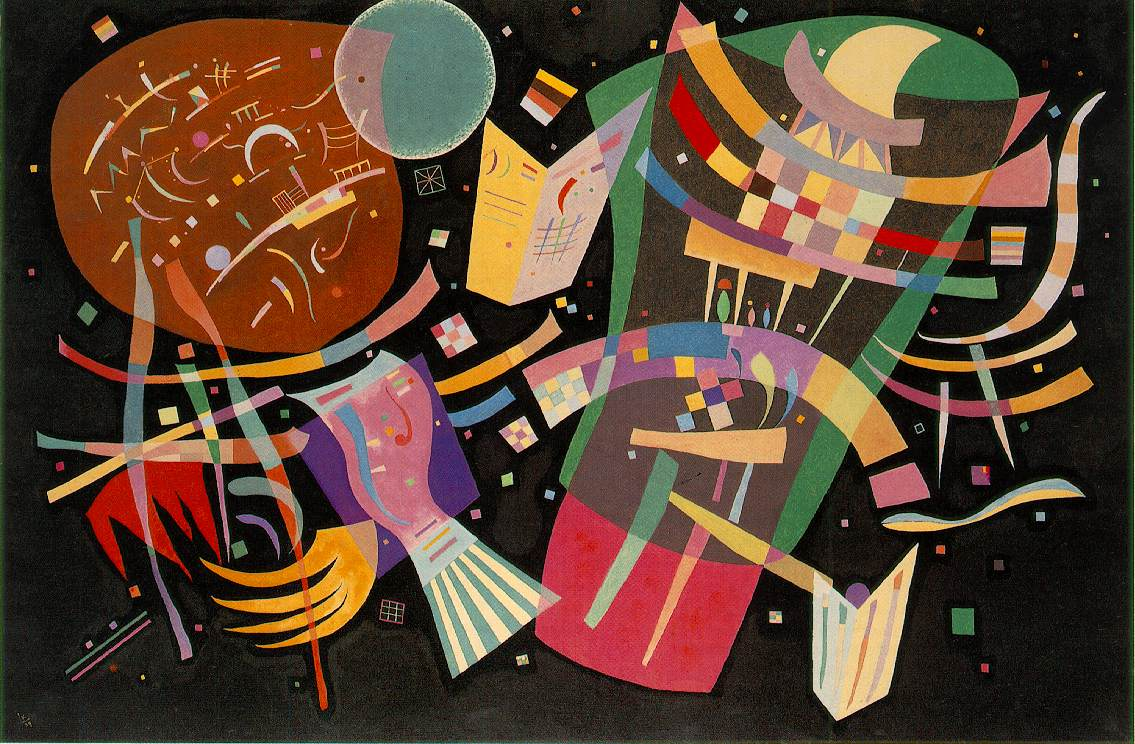
Vassily Kandinsky, Composition X, 1939

## Directeurs
- Werner Schmalenbach (de) (1962–1990)
- Armin Zweite (de) (1990–2007)
- Marion Ackermann (de) (2009–2016)
- Susanne Gaensheimer (de) (depuis le 1er septembre 2017)